# Rodolphe

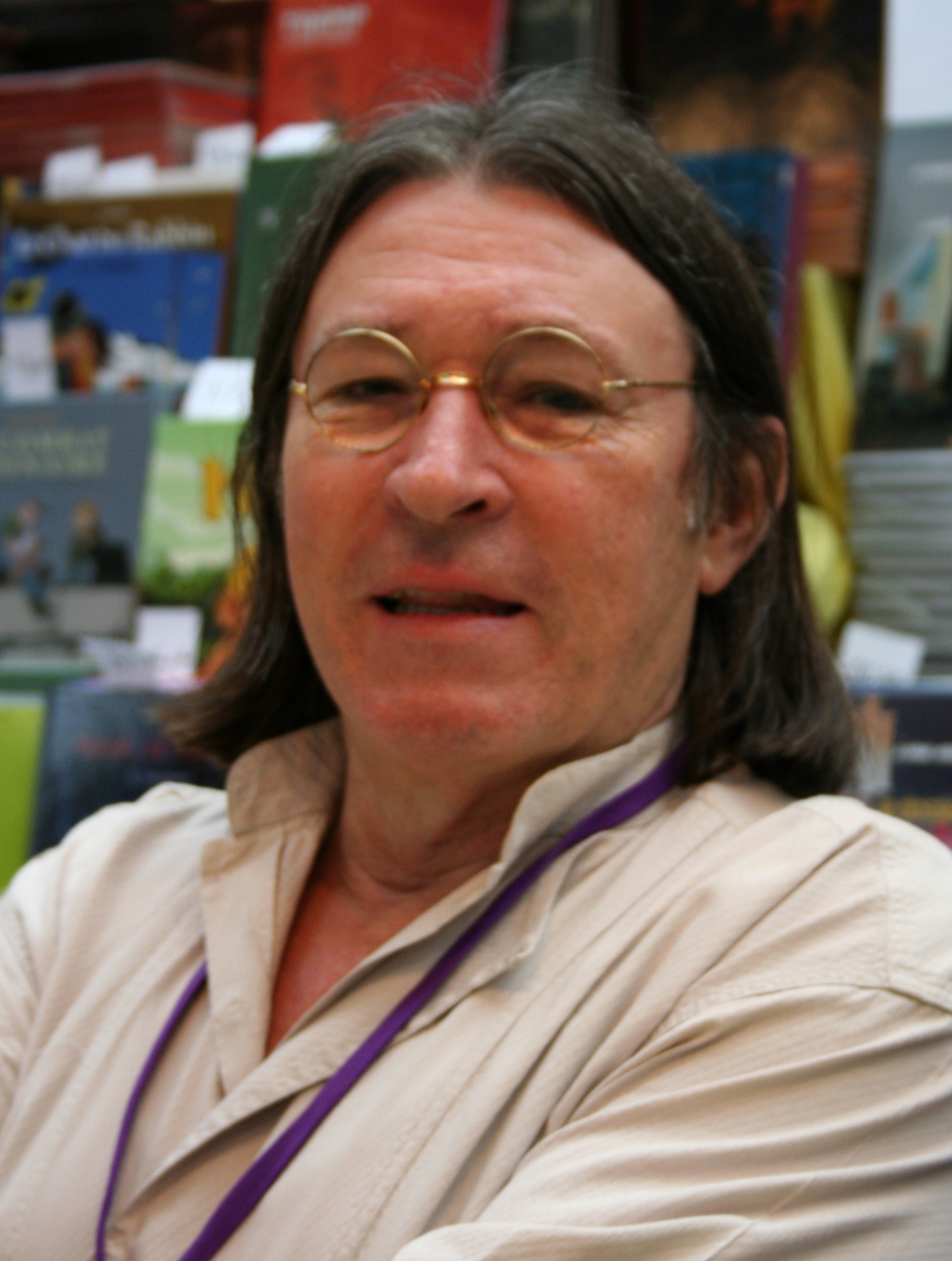
Rodolphe, oktober 2008

Rodolphe Daniel Jacquette (Bois-Colombes, 18 mei 1948), beter bekend als Rodolphe, is een Franse journalist, die vooral bekend is als schrijver van stripverhalen. Hij heeft meer dan honderdvijftig albums op zijn naam staan, waarvan een groot aantal door bekende tekenaars zijn getekend, onder anderen Michel Rouge, Jacques Ferrandez, Léo en Florence Magnin.

## Biografie
Rodolphe werkte na zijn studie literatuur eerst als onderwijzer in Nanterre en werd daarna boekhandelaar. In 1975 leerde hij striptekenaar Jacques Lob kennen en begon hij met het schrijven van stripverhalen. Zijn eerste stripverhaal Le Conservateur verscheen in 1976 in albumvorm en is getekend door Jean-Claude Floch ('Floc'h'). Hierna volgde Enquête au collège met Annie Goetzinger en daarna verhalen met verschillende tekenaars. Veel van zijn verhalen werden gepubliceerd in bladen als à suivre, Métal hurlant, Rock, Charlie en Pilote.
Aan het begin van de jaren tachtig verschenen series als Raffini met Jacques Ferrandez) en De Hemelsluizen met Michel Rouge), die uit meerdere delen bestonden. Met Jacques Ferrandez creëerde hij enkele 'one-shots'.
In 1984 verscheen het eerste deel van zijn vervolgserie Une aventure de Cliff Burton, die begon met Frederik Garcia als tekenaar en later door Michel Durand getekend zou worden. Andere bekende series zijn Taï Dor (met medeauteur Serge Le Tendre en Jean-Luc Serrano als tekenaar), Trent en Kenya (met Léo als tekenaar) en De andere wereld (met Florence Magnin).